# 편도절제술
편도절제술(tonsillectomy, 扁桃切除術)은 인후 뒤쪽에서 양쪽 구개편도를 완전히 제거하는 수술이다. 재발성 편도염, 인후염, 폐쇄성 수면 무호흡증 등이 있는 경우에 주로 수행한다. 인후에 감염이 자주 발생하는 사람들의 경우 편도절제술을 받으면 이듬해에 감염이 일어날 가능성이 줄어들지만 장기적인 이득이 있다는 근거는 아직 존재하지 않는다. 폐쇄성 수면 무호흡증이 있는 어린이의 경우 편도절제술을 받으면 삶의 질이 개선되는 효과가 있다.
편도절제술은 일반적으로 안전한 수술이지만 합병증으로 출혈, 구토, 탈수, 먹거나 말하는 데의 문제 등이 생길 수 있다. 인후통은 보통 수술 이후 1 ~ 2주 정도 지속된다. 출혈은 수술 첫날 전체 환자의 1%, 그 이후에는 2% 가량에서 발생한다. 수술 중 사망은 2,360건 ~ 56,000건 당 1건이 발생한다고 보고되고 있다. 편도절제술은 장기적인 면역 기능에는 영향을 끼치지 않는다고 알려져 있다.
수술 후 통증을 줄이기 위해 이부프로펜이나 파라세타몰(아세트아미노펜)을 사용할 수 있다. 다양한 철제 수술기구와 전기소작기가 수술에 쓰인다. 아데노이드를 같이 제거하기도 하며 이때는 아데노이드편도절제술(adenotonsillectomy)이라고 한다. 구개편도를 부분적으로 잘라내는 경우에는 'tonsilotomy'(편도 일부의 제거)라는 용어를 사용하기도 하며, 폐쇄성 수면 무호흡증에서는 이쪽을 더 선호하기도 한다.
편도절제술이 처음 기술된 것은 기원후 50년 켈수스(Celsus)의 기록까지 거슬러 올라간다. 2010년 기준 미국에서 편도절제술은 1970년대보다 적게 시행되었으나, 여전히 어린이에게 시행된 외래 수술 중 두 번째로 많은 수를 차지했다. 입원 환자를 기준으로 수술 비용은 미국에서 2013년 기준 4,400달러로 집계되었다. 한편 건강보험심사평가원에 따르면 2010년 기준 대한민국에서 편도선 수술의 가격은 최소 44만 원, 최대 122만 원으로 집계되었다. 경과 관찰이나 내과적 치료와 비교했을 때 수술의 필요성에 대해서는 2019년 기준으로도 여전히 일부 논쟁이 있다. 나라마다 편도절제술이 시행되는 비율에는 차이가 있다.